# Sparodon durbanensis
Sparodon durbanensis és un peix teleosti de la família dels espàrids i de l'ordre dels perciformes.

## Particularitats
Sparodon durbanensis és l'única espècie del gènere Sparodon.
Pot arribar als 120 cm de llargària total.
Es troba a les costes del sud-est de l'Atlàntic: des del Cap de Bona Esperança fins a KwaZulu-Natal (Sud-àfrica). També observat a Djibouti i Moçambic.